# Platylecanium asymmetricum
Platylecanium asymmetricum är en insektsart som beskrevs av Morrison 1921. Platylecanium asymmetricum ingår i släktet Platylecanium och familjen skålsköldlöss. Inga underarter finns listade i Catalogue of Life.